# Phlegetonia bifacies
Phlegetonia bifacies is een vlinder uit de familie van de Euteliidae. De wetenschappelijke naam van de soort is voor het eerst geldig gepubliceerd in 1858 door Walker.